# Răzoare, Mureș

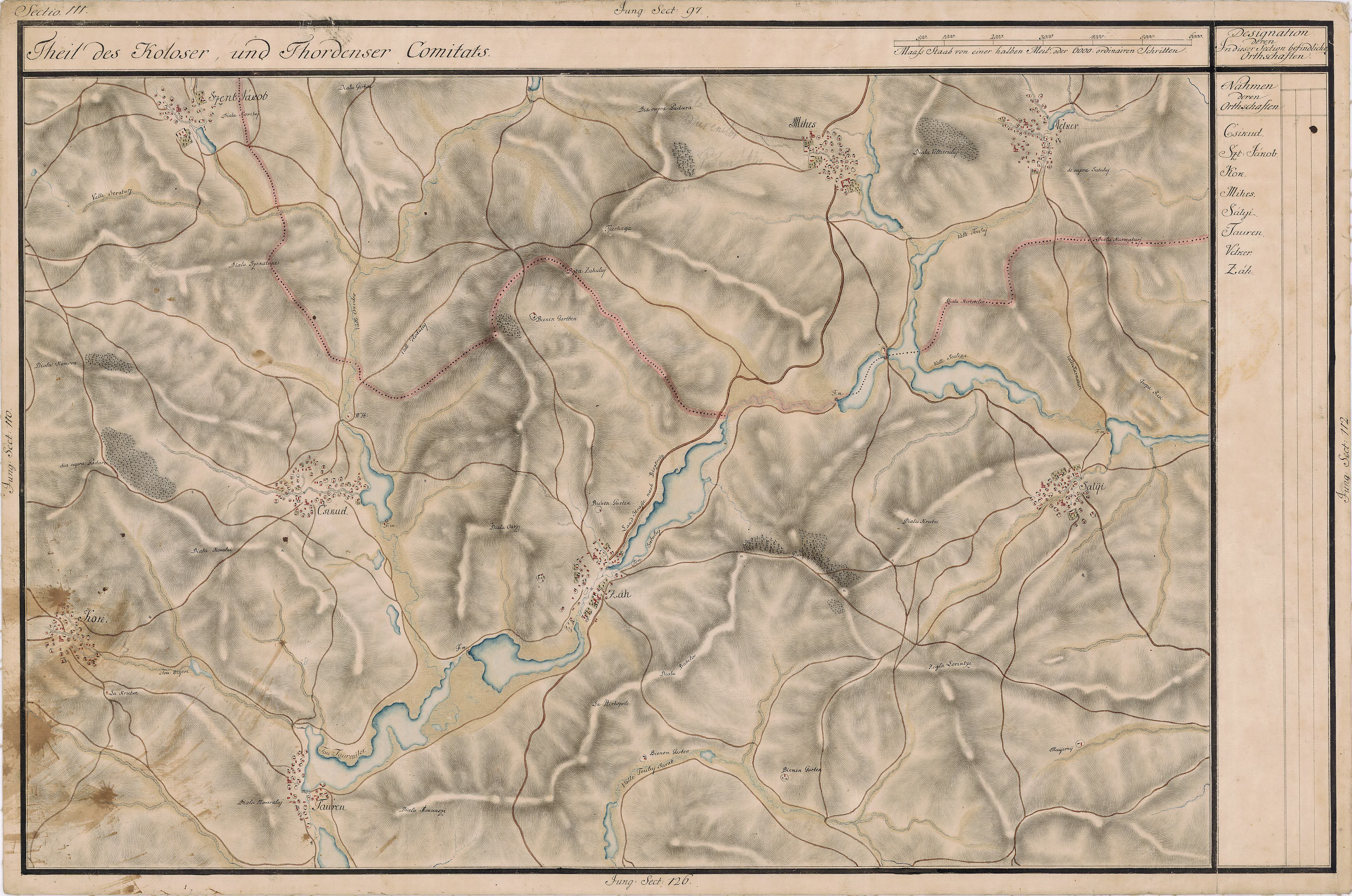
Răzoare în Harta Iosefină a Transilvaniei, 1769-1773

Răzoare (în trecut Velcheriul de Câmpie, în maghiară Mezővelkér) este un sat în comuna Miheșu de Câmpie din județul Mureș, Transilvania, România.